# Мороков, Андрей Николаевич
Андрей Николаевич Мороков (род. 26 апреля 1975) — российский и казахстанский игрок в хоккей с мячом, полузащитник, мастер спорта России международного класса (2002).

## Карьера

### Клубная
Заниматься хоккеем с мячом начал в 1982 году в Кирове в школе «Родины». С 10-летнего возраста его наставником стал Юрий Бушуев, под руководством которого Мороков в составе «Родины» стал чемпионом СССР среди юношей (1992) и младших юношей (1991).
С 1991 года в составе команды мастеров «Родины», побеждая в турнире команд первой лиги сезона 1991/92, в дальнейшем проведя за «Родину» ещё десять сезонов в высшей лиге чемпионатов России.
В сезоне 2002/03 выступал за архангельский «Водник», побеждая в Кубке европейских чемпионов (2002) и чемпионате России (2003).
С 2003 по 2008 год вновь в составе «Родины», добиваясь с командой наилучшего результата «Родины» в чемпионатах страны — бронзовых медалей чемпионата России сезона 2005/06.
В 2008 году перешёл в казанское «Динамо», подписав с клубом трёхлетний контракт. Проведя в команде два сезона, по итогам сезона 2008/09 стал обладателем бронзовых медалей чемпионата России, победил в 2009 году в Кубке России.
В сезоне 2010/11 вновь в «Родине», выступая за команду на правах аренды. В декабре 2010 года в составе «Родины» под флагом Кировской области принял участие в Международном турнире на призы Правительства России.
В следующем сезоне выступал за шведскую «Ветланду», представляющую Элитсерию.
Завершил игровую карьеру в «Родине», выступая за команду с 2012 по 2015 год.

### Сборная России
В 2002 году привлекался в сборную России (2 матча).
В составе второй сборной России в 2002 году принял участие в Международном турнире на призы Правительства России.

### Сборная Казахстана
В 2006 году получил приглашение в сборную Казахстана. Участник восьми чемпионатов мира, бронзовый призёр турниров 2012, 2013 и 2015 годов.

## Достижения
«Родина»
 Бронзовый призёр чемпионата России: 2005/06

 Чемпион России по мини-хоккею (3): 1994, 1995, 2004

 Бронзовый призёр чемпионата России по мини-хоккею (3): 1993, 1998, 2000

 Чемпион СССР среди юношей: 1992

 Чемпион СССР среди младших юношей: 1991
«Водник»
 Чемпион России: 2002/03

 Обладатель Кубка европейских чемпионов: 2002
«Динамо-Казань»
 Бронзовый призёр чемпионата России: 2008/09

 Обладатель Кубка России: 2009

 Победитель Кубка чемпионов Эдсбюна: 2009
Сборная России
 Серебряный призёр Международного турнира на призы Правительства России: 2002 (в составе второй сборной России)

 Чемпион мира среди юниоров: 1994
Сборная Казахстана
 Бронзовый призёр чемпионата мира (3): 2012, 2013, 2015
Личные
- В списке 22-х лучших игроков сезона: 1998

## Статистика выступлений

### Клубная
| Сезон     | Клуб                   | И   | М   | П   | О   | Ш     |
| --------- | ---------------------- | --- | --- | --- | --- | ----- |
| 1992/1993 | Родина (Киров)         | 18  | 0   |     | 0   | 0     |
| 1993/1994 | Родина (Киров)         | 23  | 1   |     | 1   | 10    |
| 1994/1995 | Родина (Киров)         | 24  | 3   |     | 3   | 5     |
| 1995/1996 | Родина (Киров)         | 27  | 19  |     | 19  | 15    |
| 1996/1997 | Родина (Киров)         | 28  | 16  |     | 16  | 40    |
| 1997/1998 | Родина (Киров)         | 26  | 27  |     | 27  | 15    |
| 1998/1999 | Родина (Киров)         | 28  | 22  |     | 22  | 50    |
| 1999/2000 | Родина (Киров)         | 28  | 24  | 10  | 34  | 5     |
| 2000/2001 | Родина (Киров)         | 25  | 25  | 13  | 38  | 35    |
| 2001/2002 | Родина (Киров)         | 27  | 21  | 9   | 30  | 20    |
| 2002/2003 | Водник (Архангельск)   | 28  | 12  | 6   | 18  | 10    |
| 2003/2004 | Родина (Киров)         | 23  | 12  | 8   | 20  | 75+К  |
| 2004/2005 | Родина (Киров)         | 24  | 15  | 15  | 30  | 10    |
| 2005/2006 | Родина (Киров)         | 28  | 28  | 15  | 43  | 40    |
| 2006/2007 | Родина (Киров)         | 32  | 38  | 13  | 51  | 40    |
| 2007/2008 | Родина (Киров)         | 29  | 17  | 8   | 25  | 40    |
| 2008/2009 | Динамо-Казань (Казань) | 29  | 7   | 11  | 18  | 30    |
| 2009/2010 | Динамо-Казань (Казань) | 32  | 8   | 10  | 18  | 60    |
| 2010/2011 | Родина (Киров)         | 26  | 20  | 6   | 26  | 55    |
| 2012/2013 | Родина (Киров)         | 29  | 13  | 9   | 22  | 70    |
| 2013/2014 | Родина (Киров)         | 22  | 6   | 3   | 9   | 20    |
| 2014/2015 | Родина (Киров)         | 4   | 0   | 0   | 0   | 0     |
| Всего     | 22 чемпионата          | 560 | 334 | 136 | 470 | 645+К |

Примечание: Статистика голевых передач ведется с сезона 1999/2000
В чемпионатах России забивал мячи в ворота 26 команд
```
 1.Волга                = 29 мячей  14.Агрохим           = 10
 2-4.Локомотив О.       = 26        15.Североникель      =  9
 2-4.Старт              = 26        16-17.Енисей         =  8
 2-4.Динамо-Казань      = 26        16-17.СКА-Свердловск =  8
 5.Зоркий               = 25        18.Сибсельмаш        =  7
 6.Динамо М             = 23        19-20.Кузбасс        =  5
 7.Север                = 22        19-20.Байкал-Энергия =  5
 8.Строитель С.         = 20        21-22.Знамя          =  4
 9.Водник               = 16        21-22.СКА-Забайкалец =  4
10-11.Маяк              = 14        23.Вымпел            =  3
10-11.Уральский трубник = 14        24.Лесохимик         =  2
12-13.СКА-Нефтяник      = 13        25-26.БСК            =  1
12-13.Мурман            = 13        25-26.Саяны          =  1
```

В чемпионатах России количество мячей в играх
по 1 мячу забивал  в 155 играх
 
по 2 мяча забивал  в  45 играх
 
по 3 мяча забивал  в  22 играх
 
по 4 мяча забивал  в   3 играх

по 5 мячей забивал  в   1 игре

по 6 мячей забивал  в   1 игре

Свои 334 мяча забросил в 227 играх, в 333 играх мячей не забивал.

### Комментарии
1. ↑  Количество игр и голов за клуб(ы) в высшем дивизионе чемпионатов России
2. ↑  Результативные передачи